# Cruz de Montreal

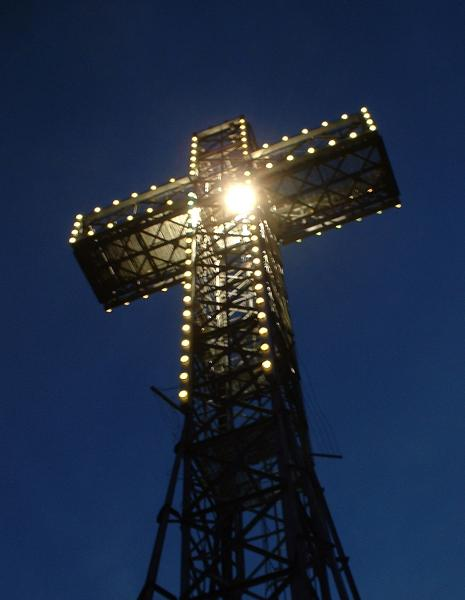
La Cruz de Montreal por la noche

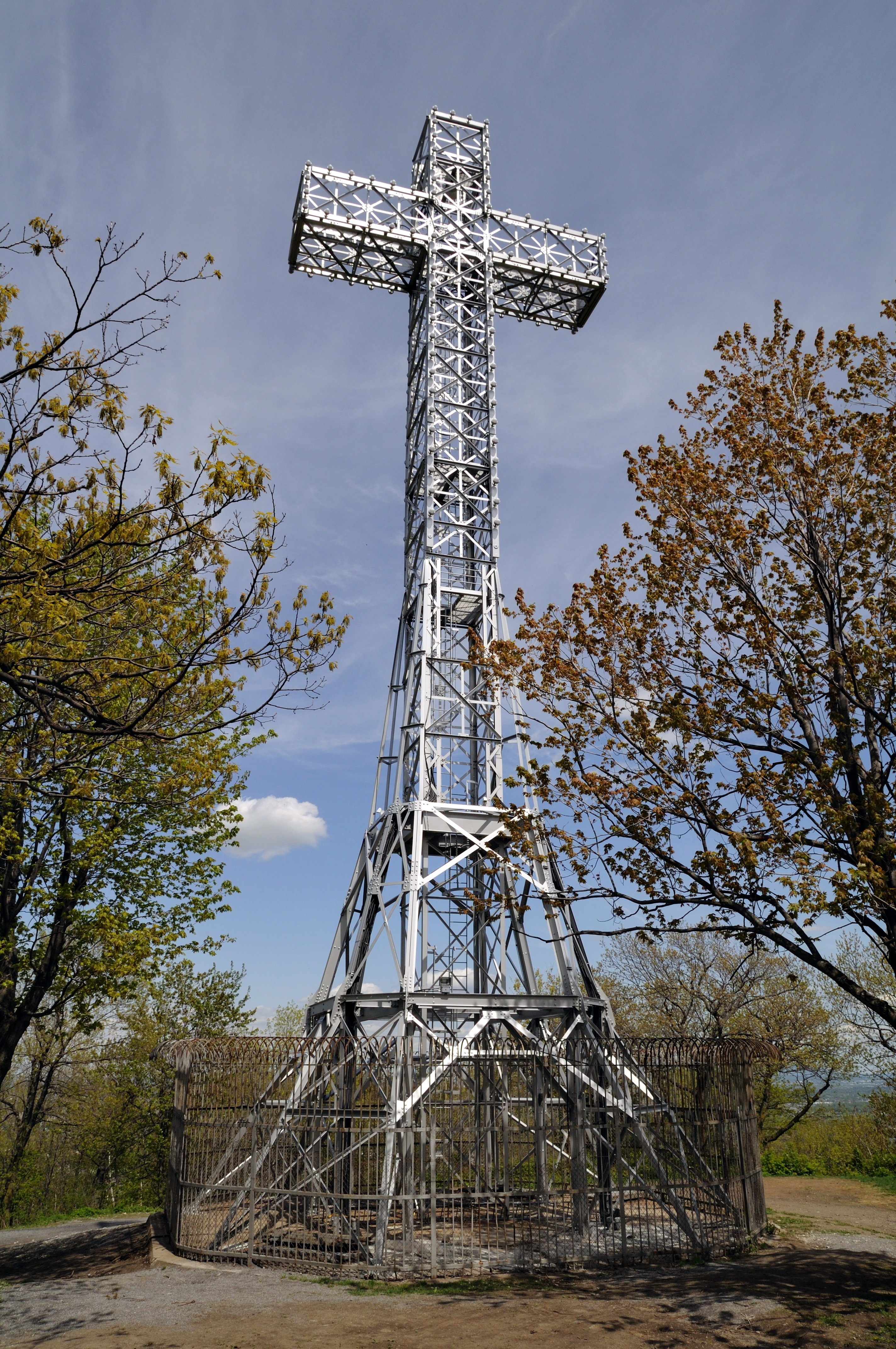
La Cruz de Montreal por día

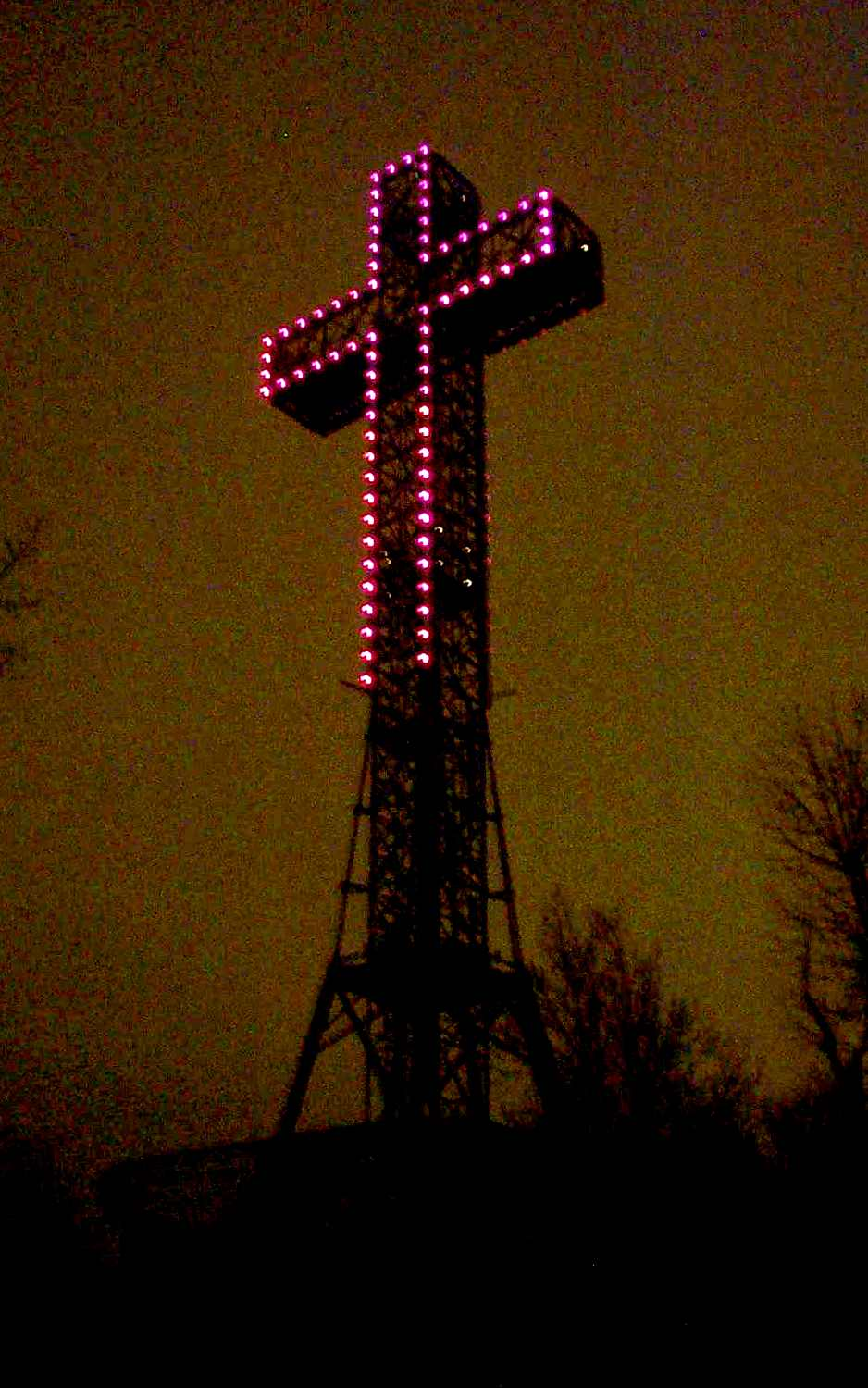
La Cruz de Montreal iluminada en púrpura durante la muerte del papa Juan Pablo II en abril de 2005

La Cruz de Montreal o Croix du Mont-Royal es una gran cruz de hierro que domina sobre la ciudad canadiense de Montreal. Junto a la basílica Notre-Dame de Montreal, es un símbolo de esta ciudad. 

## Historia
En 1643, una cruz de madera fue erigida por Paul Chomedey de Maisonneuve, fundador de la colonia de Ville-Marie, para cumplir un voto que hizo a la Virgen tras una devastadora inundación. 
En 1874, para conmemorar su 40.º aniversario de la fundación de la Société Saint-Jean-Baptiste de Montreal se esboza la idea de erigir una cruz en el Monte Real en la memoria de Maisonneuve. 
Cincuenta años más tarde, el proyecto es realizado. Se prepara una comisión de finanzas. Preparar un plan de arquitectura. 104.200 voluntarios, incluyendo 4.200 adultos y 100.000 estudiantes en la provincia, contribuyen a la causa ofreciendo sellos conmemorativos de la Cruz du Mont-Royal. Los sellos se venden por 5 centavos cada uno y se llegan a recaudar 10 000 dólares.
Los trabajos de construcción comenzaron el 16 de mayo de 1924. La piedra angular de la cruz fue bendecida por el Obispo Alexandre-Marie Deschamps. La estructura metálica fue fabricada por la empresa Compagnie Dominion Bridge diseñado por el sacerdote Pierre Dupaigne. El trabajo termina a mediados de septiembre de 1924, pero la cruz se ilumina por primera vez la víspera de Navidad. La empresa Montreal Light, Heat and Power la cual suministraría la electricidad de forma gratuita. 
En 1929, la Société Saint-Jean-Baptiste (Sociedad San Juan Bautista) considera la cruz como un regalo a la ciudad de Montreal, pero no certifica la documentación. Sin embargo, la ciudad de Montreal tomó el mantenimiento de su estructura y la iluminación. En junio de 2004, una resolución del Consejo de la Ciudad de Montreal aprobó finalmente este acto de entrega de la Cruz du Mont-Royal. 
La cruz ha servido de lugar de peregrinaje durante el Congreso Eucarístico en Montreal en 1935. 
En 1992, un sistema de fibra óptica facilita la transmisión de color en su iluminación. Este sistema fue inaugurado el 15 de mayo en conmemoración del 350° aniversario de la fundación de Montreal. También, hay un cápsula del tiempo enterrado cerca la cruz. Contiene mensajes y dibujos de 12.000 niños describiendo sus visiones de la ciudad de Montreal en el año 2142; la cápsula debe ser reabierta de hecho durante la conmemoración del 500° aniversario.
El 4 de febrero de 2009 se finalizó un gran trabajo de restauración realizado por la ciudad de Montreal desde 2007, una operación que incluyó la rehabilitación de estructuras metálicas (muy corroídas) y la sustitución del sistema de iluminación utilizado desde 1992. 
Actualmente, el sistema de iluminación está compuesto por diodos policromáticos emisores de luz (LED), el nuevo tendido eléctrico tiene un consumo de energía de 3950 W (550 menos que el antiguo sistema de fibra óptica). Cabe señalar que el cambio de color es controlado por control remoto.
La inversión total para esta gran restauración tiene un coste hasta la fecha alrededor de 1.5 millones de dólares canadienses. Una inversión adicional de aproximadamente 500.000 dólares se ha previsto en 2009 para ayudar a completar el paisaje de todo el monumento, incluida la accesibilidad y el mobiliario.

## La estructura y los colores
La cruz tiene 33 metros de altura y extiende sus brazos 10 metros a cada lado. Su estructura metálica está compuesta por alrededor de 1.830 piezas ensambladas por más de 6.000 remaches, alcanzando un peso total de 26 toneladas. La base está compuesta por ocho pilares de hormigón. 
El cambio de color de las bombillas varía según los eventos especiales que se celebren. El color varía de blanco a morado para indicar la muerte de un Papa o un rey. En el primero caso, la archidiócesis de Montreal es responsable por informar la ciudad. El color amarillo indica una coronación. En 1975, la cruz fue iluminada de azul durante las festividades de San Juan Bautista. Hay varias ocasiones cuando las bombillas brillan en roja por promover la sensibilización de proyección sobre el SIDA. El 28 de marzo de 2009, la cruz no iluminó en observancia de La hora del planeta.
La Renuncia de Benedicto XVI presentó un desafío menor: ¿cómo iluminar la cruz cuándo llega el último día? Fue anunciado que la cruz sería iluminado en blanco durante el interregno que precedió la elección del papa Francisco I el 13 de marzo de 2013.

## Anécdota
En 1988, Hans Marotte envolvió la cruz con una enorme bandera de la Loi 101, un gesto que le valió la fama instantánea a través de Canadá. 